# Randøy
Randøy  est une île de la commune de Hjelmeland, dans le comté de Rogaland en Norvège, dans la mer du nord.

## Description
L'île de 16,7 km2 se trouve juste à côté du continent entre le Jøsenfjorden et l'Årdalsfjorden. La grande île d'Ombo se trouve au nord et l'île de Halsnøya se trouve à l'ouest.
Le point culminant de l'île est la montagne de 373 mètres de haut, Randåsen. L'île est relativement plate au sud et elle est plus montagneuse et boisée dans les régions du centre et du nord. L'île est connue pour sa riche flore. Une industrie importante sur l'île est la pisciculture.
L'île est reliée au continent par le Randøy Bridge (en). Il existe des liaisons régulières par ferry entre l'île et Fister, Hjelmelandsvågen et l'île d'Ombo.